# U-74 (tàu ngầm Đức) (1940)
U-74 là một tàu ngầm tấn công  Lớp Type VII thuộc phân lớp Type VIIB được Hải quân Đức Quốc Xã chế tạo trong Chiến tranh Thế giới thứ hai. Nhập biên chế năm 1940, nó đã thực hiện được tám chuyến tuần tra, đánh chìm được bốn tàu buôn tổng tải trọng 24.694 GRT và một tàu chiến tải trọng 925 tấn, đồng thời gây hư hại cho một tàu buôn cùng một tàu chiến phụ trợ khác. Trong chuyến tuần tra cuối cùng trong Địa Trung Hải, U-74 bị các tàu khu trục Anh HMS Wishart và HMS Wrestler đánh chìm về phía Đông Nam Cartagena vào ngày 2 tháng 5, 1942.

## Thiết kế và chế tạo

### Thiết kế
Phân lớp VIIB của Tàu ngầm Type VII là một phiên bản VIIA được mở rộng. Chúng có trọng lượng choán nước 753 t (741 tấn Anh) khi nổi và 857 t (843 tấn Anh) khi lặn). Con tàu có chiều dài chung 66,50 m (218 ft 2 in), lớp vỏ trong chịu áp lực dài 48,80 m (160 ft 1 in), mạn tàu rộng 6,20 m (20 ft 4 in), chiều cao 9,50 m (31 ft 2 in) và mớn nước 4,74 m (15 ft 7 in).
Chúng trang bị hai động cơ diesel Germaniawerft F46 6-xy lanh 4 thì, tổng công suất 2.800–3.200 PS (2.100–2.400 kW; 2.800–3.200 bhp), dẫn động hai trục chân vịt đường kính 1,23 m (4,0 ft), cho phép đạt tốc độ tối đa 17,9 kn (33,2 km/h), và tầm hoạt động tối đa 8.700 nmi (16.100 km) khi đi tốc độ đường trường 10 kn (19 km/h). Khi đi ngầm dưới nước, chúng sử dụng hai động cơ/máy phát điện Brown, Boveri & Cie GG UB 720/8 tổng công suất 750 PS (550 kW; 740 shp). Tốc độ tối đa khi lặn là 8 kn (15 km/h), và tầm hoạt động 90 nmi (170 km) ở tốc độ 4 kn (7,4 km/h). Con tàu có khả năng lặn sâu đến 230 m (750 ft).
Vũ khí trang bị có năm ống phóng ngư lôi 53,3 cm (21 in), bao gồm bốn ống trước mũi và một ống phía đuôi, và mang theo tổng cộng 14 quả ngư lôi, hoặc tối đa 22 quả thủy lôi TMA, hoặc 33 quả TMB. Tàu ngầm Type VIIB bố trí một hải pháo 8,8 cm SK C/35 cùng một pháo phòng không 2 cm (0,79 in) trên boong tàu. Thủy thủ đoàn bao gồm 4 sĩ quan và 40-56 thủy thủ.

### Chế tạo
U-74 được đặt hàng vào ngày 2 tháng 6, 1938, và được đặt lườn tại xưởng tàu của hãng Vegesacker Werft tại Bremen-Vegesack vào ngày 5 tháng 11, 1939. Nó được hạ thủy vào ngày 31 tháng 8, 1940, và nhập biên chế cùng Hải quân Đức Quốc Xã vào ngày 31 tháng 10, 1940 dưới quyền chỉ huy của Hạm trưởng, Đại úy Hải quân Eitel-Friedrich Kentrat.

## Lịch sử hoạt động

### 1941
Sau khi hoàn tất việc trang bị huấn luyện, U-74 chuyển căn cứ từ Kiel đến Heligoland, và sau đó đến Bergen, Na Uy trong tháng 2, 1941.

#### Chuyến tuần tra thứ nhất
U-74 xuất phát từ Bergen vào ngày 5 tháng 3 cho chuyến tuần tra đầu tiên trong chiến tranh. Chiếc tàu ngầm đi vào Bắc Hải, rồi băng qua khe GIUK giữa các quần đảo Shetland và Faroe để tiến vào khu vực Đại Tây Dương giữa Scotland, Ireland và Iceland. Nó đã tấn công Đoàn tàu SC 26 tại vùng biển về phía Tây Nam Iceland vào ngày 3 tháng 4, đánh chìm tàu buôn Hy Lạp Leonidas Z. Canbamis, đồng thời gây hư hại cho tàu buôn tuần dương vũ trang Anh HMS Worcestershire cùng ngày hôm đó; Worcestershire đã gặp may khi U-74 đã hết ngư lôi nên không thể kết liễu chiếc tàu buôn vũ trang. U-74 kết thúc chuyến tuần tra và đi đến cảng St. Nazaire, Pháp vào ngày 11 tháng 4.

#### Chuyến tuần tra thứ hai
U-74 xuất phát từ St. Nazaire vào ngày 8 tháng 5cho chuyến tuần tra thứ hai để tiếp tục hoạt động tại Đại Tây Dương về phía Đông Nam Greenland. Nó bắt gặp một nhóm hai thiết giáp hạm và ba tàu khu trục Hoa Kỳ vào ngày 16 tháng 5, nhưng vào lúc này Hoa Kỳ trên danh nghĩa vẫn giữ vị thế trung lập trong cuộc xung đột. Đến ngày 22 tháng 5, nó tìm cách tấn công Đoàn tàu HX 126, nhưng bị các tàu corvette HMS Verbena và tàu khu trục HMS Burnham bắn hải pháo và thả mìn sâu ngăn chặn, khiến chiếc tàu ngầm chịu đựng một số hư hại.

#### Hỗ trợ thiết giáp hạmBismarck
Vào ngày 24 tháng 5, đang khi tiến hành Chiến dịch Rheinübung, thiết giáp hạm Bismarck cùng tàu tuần dương hạng nặng Prinz Eugen đã đánh chìm tàu chiến-tuần dương HMS Hood cùng gây hư hại cho thiết giáp hạm HMS Prince of Wales của Hải quân Hoàng gia Anh trong khuôn khổ trận chiến eo biển Đan Mạch. Hải quân Anh quyết tâm phục thù nên đã huy động gần một trăm tàu chiến các loại vào cuộc truy đuổi kéo dài trong ngày. Sự tập trung tàu chiến của đối phương cũng là cơ hội mục tiêu cho tàu tàu U-boat, nên U-74 được lệnh tấn công tàu chiến đối phương trong khu vực. Lúc chiều tối nó di chuyển ngầm dưới nước nhằm phát hiện mục tiêu cũng như các tàu U-boat đồng đội.
Lúc sáng sớm ngày 27 tháng 5, U-74 trồi lên mặt nước, phát hiện một tàu U-boat khác đang ở cách nó vài trăm mét, chiếc U-556 dưới quyền chỉ huy của Đại úy Wohlfarth. Trước đó Đô đốc Günther Lütjens, chỉ huy trưởng Chiến dịch Rheinübung bên trên Bismarck, yêu cầu đô đốc Karl Dönitz, Tổng tư lệnh lực lượng tàu ngầm, phái một tàu U-boat đến thu hồi nhật ký hải trình của Bismarck. Nhiệm vụ này được Dönitz giao cho U-556, nhưng chiếc U-boat đã tiêu phí hết ngư lôi và gần cạn nhiên liệu. Qua loa phóng thanh, Đại úy Wohlfarth đề nghị chuyển giao nhiệm vụ này cho U-74; Đại úy Kentrat chấp thuận và chiếc tàu ngầm hướng đến vị trí cuối cùng được biết của Bismarck.
Bismarck đã bị hư hại dưới hỏa lực của các thiết giáp hạm HMS Rodney và HMS King George V cũng như các tàu tuần dương hạng nặng HMS Norfolk và HMS Dorsetshire. Đối với thủy thủ đoàn Bismarck, hầu như chắc chắn con tàu sẽ không sống sót. Lúc 10 giờ 36 phút, U-74 nghe thấy tiếng tàu đắm, nhưng không thể xác định đó là Bismarck hay một tàu chiến Anh. Nó trồi lên độ sâu kính tiềm vọng và phát hiện các thiết giáp hạm và tàu tuần dương ngay trước mặt. Chiếc tàu ngầm cố di chuyển đến vị trí tấn công thích hợp, nhưng biển động  mạnh đến mức không thể lặn nông hay phóng ngư lôi.
Khi các tàu chiến Anh rời khỏi hiện trường, U-74 trồi lên mặt nước, phát hiện nhiều mảnh vỡ, xác người và áo phao màu vàng, xác nhận tiếng tàu đắm nó nghe thấy chính là Bismarck bị phá hủy. Nó cố gắng tìm kiếm cho đến chiều tối nhưng chỉ tìm thấy ba thủy thủ trên một bè cứu sinh. U-74 tiếp tục tìm kiếm cho đến ngày hôm sau nhưng không tìm thấy ai khác còn sống sót, trước khi được lệnh rút lui về cảng Lorient, Pháp, đến nơi vào ngày 30 tháng 5.

#### Chuyến tuần tra thứ ba
U-74 xuất phát từ căn cứ Lorient vào ngày 5 tháng 7 cho chuyến tuần tra thứ ba tại Khu vực tiếp cận phía Tây. Vào ngày 5 tháng 8, nó tấn công Đoàn tàu SL 81 với năm quả ngư lôi, và đánh chìm được tàu buôn Anh Kumasian ở vị trí về phía Tây Ireland. Một thủy thủ đã thiệt mạng, nhưng 59 người khác sống sót đã được cứu vớt. U-74 kết thúc chuyến tuần tra và đi đến cảng St. Nazaire, Pháp vào ngày 12 tháng 8.

#### Chuyến tuần tra thứ tư
Khởi hành từ St. Nazaire vào ngày 8 tháng 9 cho chuyến tuần tra thứ tư, U-74 mở rộng tầm hoạt động đến tận eo biển Đan Mạch giữa Iceland và Greenland. Vào ngày 19 tháng 9, nó tấn công Đoàn tàu SC44 và đã đánh chìm tàu corvette Hải quân Hoàng gia Canada HMCS Levis ở vị trí khoảng 120 nmi (220 km) về phía Đông mũi Farewell, Greenland. Sang ngày hôm sau 20 tháng 9, nó tiếp tục tấn công Đoàn tàu SC44 và đánh chìm CAM ship SS Empire Burton. Con tàu quay trở về cảng St. Nazaire vào ngày 26 tháng 9.

#### Chuyến tuần tra thứ năm
Khởi hành từ St. Nazaire vào ngày 22 tháng 10 cho chuyến tuần tra thứ năm, U-74 hoạt động tại vùng biển Bắc Đại Tây Dương cho đến tận ngoài khơi Newfoundland, Canada. Vào ngày 7 tháng 11, nó tấn công và đánh chìm chiếc MV Nottingham ở vị trí khoảng 550 nmi (1.020 km) về phía Đông Nam mũi Farewell. U-74 kết thúc chuyến tuần tra và quay trở về cảng St. Nazaire lần sau cùng vào ngày 12 tháng 11.

#### Chuyến tuần tra thứ sáu
Khởi hành từ căn cứ St. Nazaire, Pháp vào ngày 9 tháng 12 cho chuyến tuần tra thứ sáu, U-74 được lệnh xâm nhập qua eo biển Gibraltar để đánh phá tàu bè Đồng Minh trong Địa Trung Hải. Nó vượt qua được hoạt động tuần tra dày đặc của đối phương tại vùng eo biển vào ngày 16 tháng 2, và đi đến cảng Messina trên đảo Sicilia, Ý vào ngày 24 tháng 12.

### 1942

#### Chuyến tuần tra thứ bảy
U-74 khởi hành từ cảng Messina vào ngày 27 tháng 12, 1941 cho chuyến tuần tra đầu tiên tại khu vực Địa Trung Hải. Nó hoạt động ngoài khơi bờ biển Libya và Ai Cập, đi đến ngoài khơi cảng Alexandria do Anh kiểm soát vào ngày 3 tháng 1, 1942, nhưng đã không đánh chìm được mục tiêu nào. U-74 kết thúc chuyến tuần tra và đi đến căn cứ La Spezia, Ý vào ngày 8 tháng 1.

#### Chuyến tuần tra thứ tám - Bị mất
U-74 khởi hành từ căn cứ La Spezia vào ngày 23 tháng 4 cho chuyến tuần tra thứ tám, cũng là chuyến cuối cùng, với nhiệm vụ ban đầu là đánh chặn tàu sân bay Đồng Minh tại khu vực Tây Địa Trung Hải. Nó đang trên đường tìm kiếm tàu ngầm U-573 vốn bị hư hại sau một cuộc không kích, khi bị một máy bay tuần tra Lockheed Hudson thuộc Liên đội 233 Không quân Hoàng gia Anh tấn công vào ngày 1 tháng 5. Đến chiều tối hôm đó, U-74 còn bị tàu ngầm Anh HMS Unbroken tấn công bằng ngư lôi ngoài khơi bờ biển Tây Ban Nha. Cả hai cuộc tấn công này đều thất bại.
Sang ngày hôm sau 2 tháng 5, U-74 bị các tàu khu trục Anh HMS Wishart và HMS Wrestler phát hiện ở vị trí về phía Đông Nam Cartagena, và bị tấn công bằng mìn sâu và súng cối chống ngầm Hedgehog. U-74 đắm tại tọa độ 37°32′B 0°10′Đ / 37,533°B 0,167°Đ. Toàn bộ 47 thành viên thủy thủ đoàn đều tử trận.

### "Bầy sói" tham gia
U-74 từng tham gia ba bầy sói
- West (13 – 22 tháng 5, 1941)
- Brandenburg (15 – 20 tháng 9, 1941)
- Raubritter (1 – 6 tháng 11, 1941)

### Tóm tắt chiến công
U-74 đã đánh chìm được bốn tàu buôn tổng tải trọng 24.694 GRT và một tàu chiến tải trọng 925 tấn, đồng thời gây hư hại cho một tàu buôn tải trọng 123 GRT cùng một tàu chiến phụ trợ tải trọng 11.402 GRT:
| Ngày             | Tên tàu              | Quốc tịch                 | Tải trọng | Số phận      |
| ---------------- | -------------------- | ------------------------- | --------- | ------------ |
| 11 tháng 3, 1941 | Frodi                | Iceland                   | 123       | Bị hư hại    |
| 3 tháng 4, 1941  | HMS Worcestershire   | Hải quân Hoàng gia Anh    | 11.402    | Bị hư hại    |
| 3 tháng 4, 1941  | Leonidas Z. Cambanis | Greece                    | 4.274     | Bị đánh chìm |
| 5 tháng 8, 1941  | Kumasian             | United Kingdom            | 4.922     | Bị đánh chìm |
| 19 tháng 9, 1941 | HMCS Lévis           | Hải quân Hoàng gia Canada | 925       | Bị đánh chìm |
| 20 tháng 9, 1941 | Empire Burton        | United Kingdom            | 6.966     | Bị đánh chìm |
| 7 tháng 11, 1941 | Nottingham           | United Kingdom            | 8.532     | Bị đánh chìm |